# Pteropus subniger
Pteropus subniger är en utdöd däggdjursart som först beskrevs av Kerr 1792.  Pteropus subniger ingår i släktet Pteropus och familjen flyghundar. IUCN kategoriserar arten globalt som utdöd. Inga underarter finns listade.
Denna flyghund förekom på Mauritius och Réunion. Den levde där i 1200 till 1600 meter höga bergstrakter. Individerna vilade i trädens kronor eller i bergssprickor. Arten dog troligen ut på grund av jakt och skogsavverkningar.